# Haruku
Haruku est une petite île de l'archipel indonésien des Moluques, à l'est de l'île d'Ambon et à l'est de celle de Saparua. Sa superficie est de 289 km².  Comme sur la plupart des îles Moluques, on y cultive des épices, noix de muscade, clou de girofle, curry, cumin, gingembre. 

## Histoire

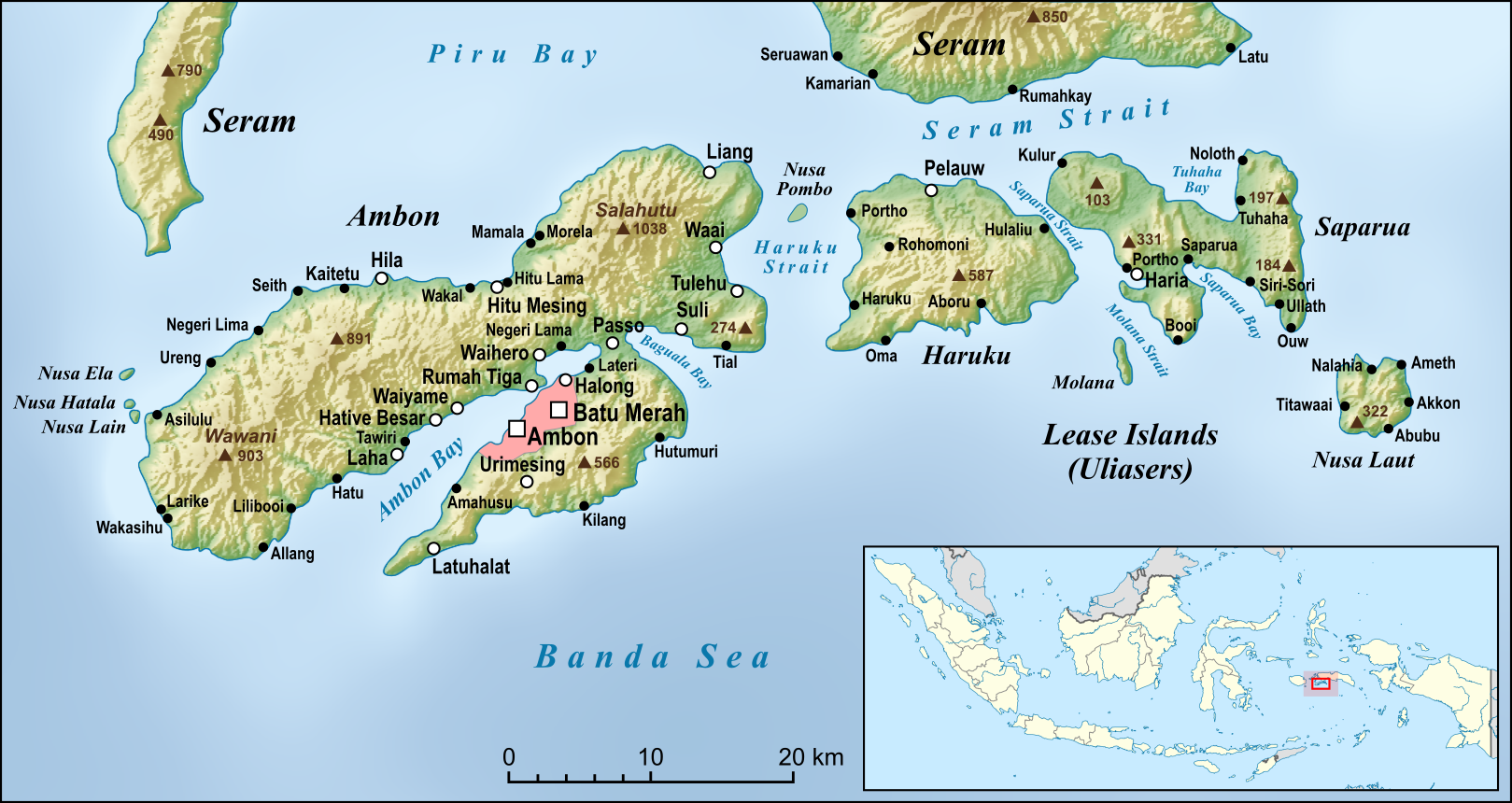
localisation d'Haruku par rapport aux autres îles de l'archipel

Durant la Seconde Guerre mondiale, les Japonais avaient établi à Haruku des camps de travail destinés à des soldats australiens et britanniques faits prisonniers en Malaisie (les prisonniers hollandais étaient détenus sur Céram). Leur tâche était de concasser du corail pour construire des pistes d'atterrissage.

## Culture
La langue haruku, qui compte environ 18 000 locuteurs, appartient à la branche malayo-polynésienne des langues austronésiennes. Elle est apparentée aux langues de Kamarian-Rumakai et Saparua.
L'île de Haruku semble avoir un potentiel minier aurifère. En mars 2006, une société minière indonésienne, PT Galtam Indonesia, a déposé une demande de permis pour une étude géologique, géochimique et géophysique de 2 mois dans la région. Les habitants, qui se donnent le nom de Sasi, rejettent toute forme d'activité minière sur leur île, qu'ils jugent trop petite et écologiquement fragile. Ils y voient en outre une menace à leurs traditions, qui comportent des interdits sur les atteintes à la forêt ou à la mer.
Une première étude avait déjà été menée en 1990 par la société minière d'État PT Aneka Tambang et la compagnie canadienne In Gold, qui avaient ensuite commencé l'exploration. Elles durent cesser leurs activités en 1997 devant de violentes protestations de la population locale, soutenue par des groupes de défense de l'environnement.